# Lomamyia banksi
Lomamyia banksi is een insect uit de familie van de Berothidae, die tot de orde netvleugeligen (Neuroptera) behoort. 
Lomamyia banksi is voor het eerst wetenschappelijk beschreven door Carpenter in 1940.